# Campionato sudamericano maschile under 23 di pallavolo 2014
Il campionato sudamericano maschile under 23 di pallavolo 2014 si è svolto dall'8 al 12 ottobre 2014 a Saquarema, in Brasile: al torneo hanno partecipato sei squadre nazionali under 23 sudamericane e la vittoria finale è andata per la prima volta al Brasile.

## Impianti
|                                                                                       |  |  |
|                                                                                       |  |  |
| Centro de Desenvolvimento de Voleibol Città: Saquarema Capienza: - Anno d'apertura: - |  |  |

## Regolamento

### Formula
Le squadre hanno disputato un'unica fase con formula del girone all'italiana.

### Criteri di classifica
Se il risultato finale è stato di 3-0 o 3-1 sono stati assegnati 3 punti alla squadra vincente e 0 a quella sconfitta, se il risultato finale è stato di 3-2 sono stati assegnati 2 punti alla squadra vincente e 1 a quella sconfitta.
L'ordine del posizionamento in classifica è stato definito in base a:
- Punti;
- Ratio dei set vinti/persi;
- Ratio dei punti realizzati/subiti;
- Risultati degli scontri diretti.

## Squadre partecipanti
| Squadra   | Qualificazione      | Ultima partecipazione |
| --------- | ------------------- | --------------------- |
| Argentina | -                   | Debutto               |
| Brasile   | Paese organizzatore | Debutto               |
| Cile      | -                   | Debutto               |
| Colombia  | -                   | Debutto               |
| Paraguay  | -                   | Debutto               |
| Uruguay   | -                   | Debutto               |

## Torneo

### Risultati
| 8 ottobre 2014 Centro de Voleibol, Saquarema Durata: ? - Spettatori: ?  | Argentina | 3 - 0 | Paraguay  | 25-18, 25-13, 25-15        |
| 8 ottobre 2014 Centro de Voleibol, Saquarema Durata: ? - Spettatori: ?  | Brasile   | 3 - 0 | Uruguay   | 25-15, 25-13, 25-20        |
| 8 ottobre 2014 Centro de Voleibol, Saquarema Durata: ? - Spettatori: ?  | Colombia  | 1 - 3 | Cile      | 20-25, 25-14, 22-25, 20-25 |
| 9 ottobre 2014 Centro de Voleibol, Saquarema Durata: ? - Spettatori: ?  | Uruguay   | 3 - 0 | Paraguay  | 25-20, 25-10, 25-18        |
| 9 ottobre 2014 Centro de Voleibol, Saquarema Durata: ? - Spettatori: ?  | Brasile   | 1 - 3 | Cile      | 23-25, 25-18, 25-10, 25-12 |
| 9 ottobre 2014 Centro de Voleibol, Saquarema Durata: ? - Spettatori: ?  | Argentina | 3 - 0 | Colombia  | 25-15, 25-21, 25-19        |
| 10 ottobre 2014 Centro de Voleibol, Saquarema Durata: ? - Spettatori: ? | Cile      | 3 - 0 | Paraguay  | 25-13, 25-13, 25-9         |
| 10 ottobre 2014 Centro de Voleibol, Saquarema Durata: ? - Spettatori: ? | Colombia  | 0 - 3 | Brasile   | 17-25, 11-25, 15-25        |
| 10 ottobre 2014 Centro de Voleibol, Saquarema Durata: ? - Spettatori: ? | Uruguay   | 0 - 3 | Argentina | 16-25, 19-25, 19-25        |
| 11 ottobre 2014 Centro de Voleibol, Saquarema Durata: ? - Spettatori: ? | Colombia  | 3 - 0 | Uruguay   | 25-10, 28-26, 25-11        |
| 11 ottobre 2014 Centro de Voleibol, Saquarema Durata: ? - Spettatori: ? | Argentina | 3 - 0 | Cile      | 25-18, 26-24, 25-16        |
| 11 ottobre 2014 Centro de Voleibol, Saquarema Durata: ? - Spettatori: ? | Paraguay  | 0 - 3 | Brasile   | 10-25, 8-25, 15-25         |
| 12 ottobre 2014 Centro de Voleibol, Saquarema Durata: ? - Spettatori: ? | Cile      | 3 - 0 | Uruguay   | 25-14, 25-23, 25-11        |
| 12 ottobre 2014 Centro de Voleibol, Saquarema Durata: ? - Spettatori: ? | Paraguay  | 0 - 3 | Colombia  | 16-25, 16-25, 17-25        |
| 12 ottobre 2014 Centro de Voleibol, Saquarema Durata: ? - Spettatori: ? | Brasile   | 3 - 0 | Argentina | 25-15, 25-18, 25-13        |

### Classifica
| Pos | Squadra   | Pt | G | V | P | SV | SP | Ratio  | PF  | PS  | Ratio |
| --- | --------- | -- | - | - | - | -- | -- | ------ | --- | --- | ----- |
| 1   | Brasile   | 15 | 5 | 5 | 0 | 15 | 1  | 15.000 | 378 | 235 | 1.608 |
| 2   | Argentina | 12 | 5 | 4 | 1 | 12 | 3  | 4.000  | 347 | 288 | 1.204 |
| 3   | Cile      | 9  | 5 | 3 | 2 | 10 | 7  | 1.428  | 362 | 344 | 1.052 |
| 4   | Colombia  | 6  | 5 | 2 | 3 | 7  | 9  | 0.777  | 338 | 335 | 1.008 |
| 5   | Uruguay   | 3  | 5 | 1 | 4 | 3  | 12 | 0.250  | 274 | 353 | 0.776 |
| 6   | Paraguay  | 0  | 5 | 0 | 5 | 0  | 15 | 0.000  | 216 | 375 | 0.576 |

## Classifica finale
| Pos | Squadra   | Qualificazione                    |
| --- | --------- | --------------------------------- |
|     | Brasile   | Campionato mondiale Under-23 2015 |
|     | Argentina | Campionato mondiale Under-23 2015 |
|     | Cile      |                                   |
| 4   | Colombia  |                                   |
| 5   | Uruguay   |                                   |
| 6   | Paraguay  |                                   |

## Premi individuali
| Premio                 | Nome             | Squadra   |
| ---------------------- | ---------------- | --------- |
| MVP                    | Douglas de Souza | Brasile   |
| Miglior palleggiatrice | Thiago Veloso    | Brasile   |
| Miglior opposto        | Pablo Kukartsev  | Argentina |
| Miglior schiacciatrice | Gonzalo Quiroga  | Argentina |
| Miglior schiacciatrice | Dušan Bonačić    | Cile      |
| Miglior centrale       | Flávio Gualberto | Brasile   |
| Miglior centrale       | Renzo Mendoza    | Colombia  |
| Miglior libero         | Rogerio Carvalho | Brasile   |